# جيتي نوفين
کیتی نوین (ولد کیتی ناوران) رسام ونحات مؤسس للحركة Transpressionisme ، ولد في كرمنشاه ، إيران ، في عام 1944 ، يعيش ويعمل في فانكوفر وتورونتو، وتخرج من إيكول سوبريور دي بوزار في طهران في عام 1970. وبعد أن ترك إيران، انتقلت في عام 1975 في لاهاي، هولندا، وبعد ذلك في مانشستر، المملكة المتحدة حيث أكملت دراستها
وقالت هاجر إلى كندا في عام 1980 واستقر في أوتاوا، أونتاريو بعد إقامة قصيرة في كينغستون (اونتاريو) ومونتريال. تحرك عدة تؤدي في نهاية المطاف في فانكوفر، كولومبيا البريطانية.
کیتی نوین يحمل مكانة متميزة في تاريخ الفن الكندي. تعتبر كندا واحدة من أكثر الرسامين الانتهاء من السنوات 1990 و2000 ، وهو واحد من عدد قليل من الفنانين الكندية من الوقت لاستخدام فنه لأنقل له متحمسة الأفكار الفلسفية.
وقالت إنها تأسست حركة Transpressionisme في عام 1994. أعمال کیتی نوین هو الكامل للإلهام والوحي. نحن يمكن أن يشعر ضجة من أن الكون ليس تماما أجنبي، مثالية الكون. الفنان يعرف كيف تفسر الاساطير والخرافات من الخبرة البشرية. وهو يذكرنا بأن الفن الحقيقي هو تمارس لتوفير دائم إشادة الإنسانية. هذا هو مجرد استكشاف للذاكرة الجماعية، وأنها بالنسبة لنا لتوحد في أفكارنا عن ألمنا وفرح، ومن الرامية إلى فتح لنا، وأخيرا، لتوسيع مجالات غير مستكشفة الذاكرة.

## تصميمات جرافيك
کیتی نوین مصممة ملصقات وأغلفة مجلات في إيران خلال الفترة 70-1960 . وأوضحت أغلفة المجلات مثل نکین وزمان، والسينما الحرة في إيران والدوريات. هي أيضا مصممة الرسوميات الأولى في مهرجان طهران السينمائي الدولي. في أوتاوا لها تصميمات الجرافيك ونشرت في مجلة كسر جدار الصمت من خلال فترة 5-1980

## معرض صور

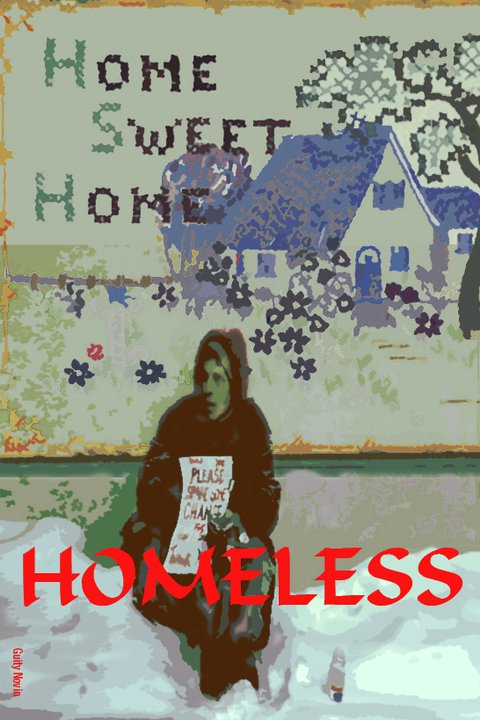
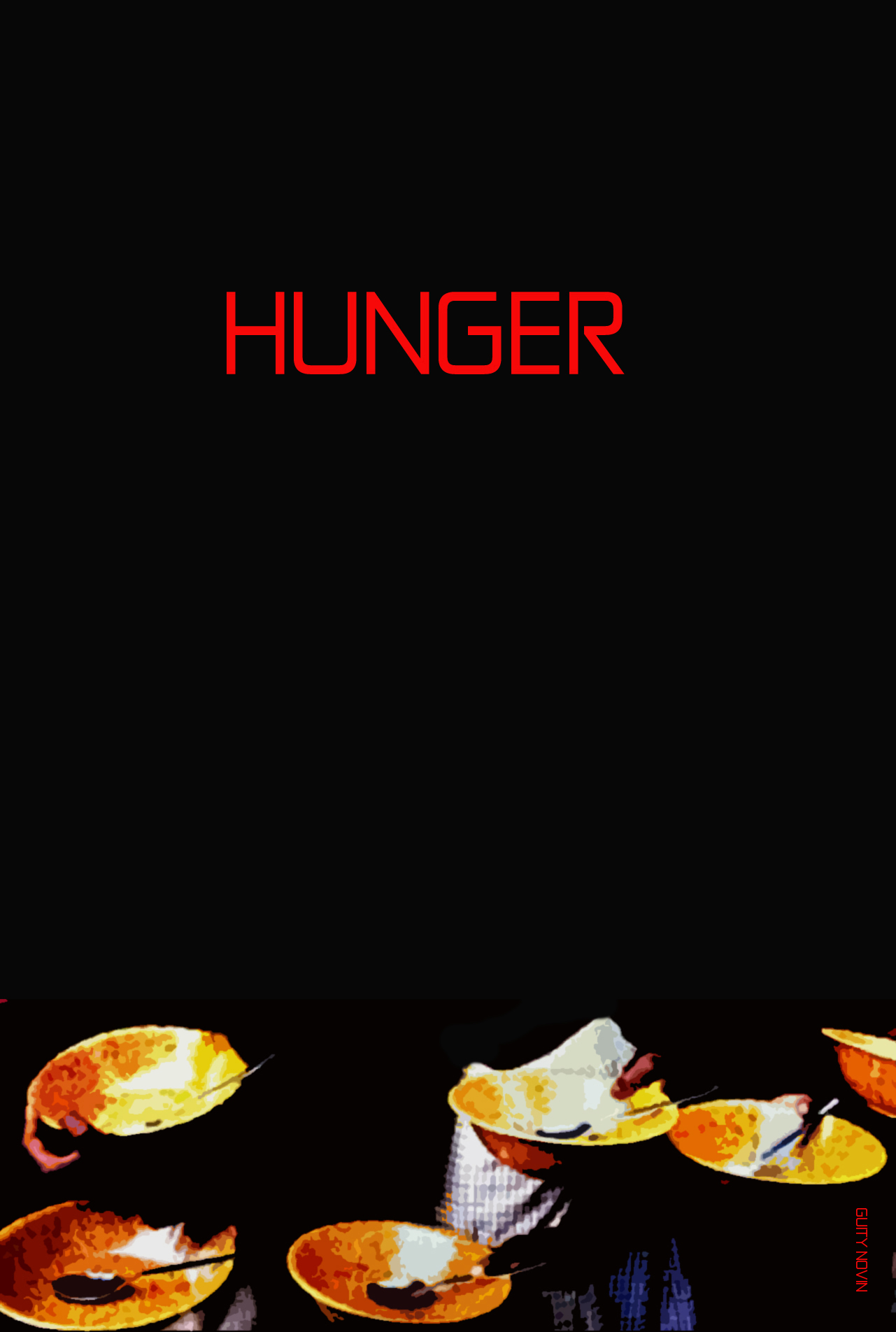
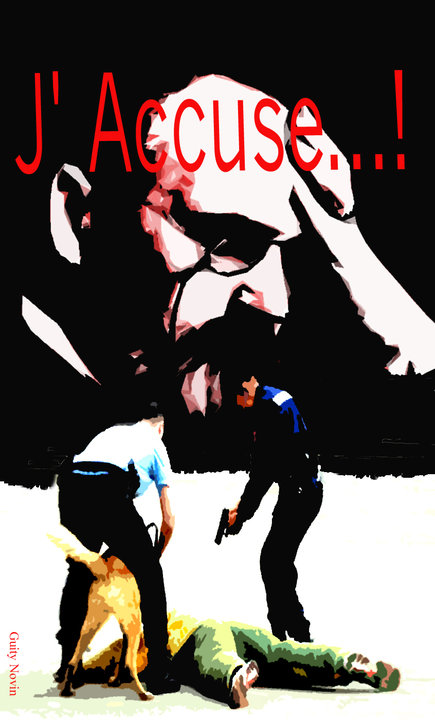